# Kurt Jacobsen
Kurt Jacobsen (født 1954) er professor i virksomhedshistorie ved Handelshøjskolen i København og dr. phil. i 1993 på en biografi om Aksel Larsen. 
Han var lærer på Den Røde Højskole 1984-1989; korrespondent for Land og Folk i Moskva 1989-1990; historiker i GN Store Nord 1993-1997. Har bl.a. skrevet bøger om DKP og Sovjetunionen. Han arbejder med store danske virksomheders historie og udgav i 1997 bogen Den Røde Tråd om Det Store Nordiske Telegraf-Selskab. Han var medlem af DKU og Komm.S. fra 1973 og medlem af DKP 1975-1991.
Det var som Land og Folk-korrespondent, at Kurt Jacobsen i 1989 fandt oplysninger i de sovjetiske arkiver om Arne Munch-Petersens skæbne.
I 2007 blev Jacobsen og Klaus Larsens bog Ve og velfærd. Læger, sundhed og samfund gennem 200 år nr. 4 ved Dansk Historisk Fællesråd prisuddeling Årets historiske bog.